# Eymundar þáttr hrings
Eymundar þáttr hrings (italiano: Breve racconto di Eymundr Anello) è un þáttr islandese. Il racconto è conservato in due versioni: una si trova nel Flateyjarbók, mentre l'altra fa da introduzione alla Yngvars saga víðförla. Entrambe raccontano le avventure di alcuni variaghi al servizio di Jaroslav I. La differenza principale tra le due versioni è che nell'Eymundar il protagonista è norvegese, mentre nella Yngvars saga è svedese.